# Erste Siebenbürgener Eisenbahn

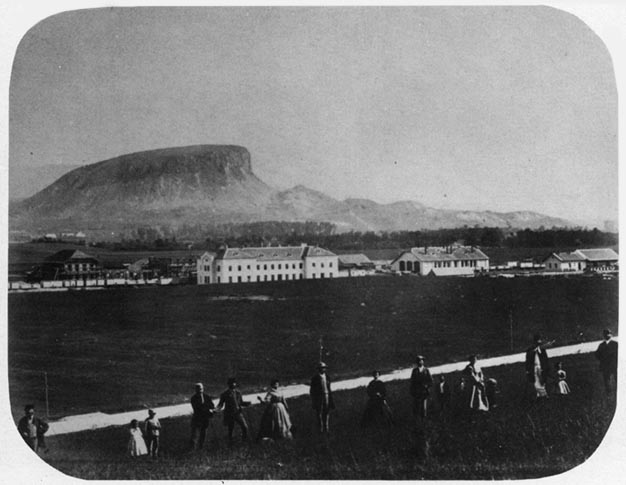
Bahnhof Fischdorf (Piski) 1870

Die Erste Siebenbürgener Eisenbahn, ungarisch: Első Erdélyi Vasút (EEV) war eine Eisenbahngesellschaft im Königreich Ungarn. Das Bahngebiet der Gesellschaft liegt heute in Rumänien.

## Geschichte
Während in Ungarn nach 1846 mehrere Gesellschaften Eisenbahnlinien bauten, wurde in Siebenbürgen kein einziger Meter gebaut. Der Grund hierfür war, dass die österreichische Regierung den Bau der Linie Arad – Karlsburg – Hermannstadt – Schweinsdorf unterstützte, während die siebenbürgener ungarische Gesellschaft die Linie Großwardein – Klausenburg – Kronstadt bauen wollte.
1864/65 hat sich dann der Wiener Reichsrat für den österreichischen Plan entschieden. Weil es keine finanzstarke Gesellschaft gab, begann der Bau zulasten der Staatskasse, um die Bahn dann später einer finanzstarken Gesellschaft zu übergeben.
Die Erdarbeiten wurden von der Tiszavidéki Vasút (TVV) durchgeführt. Die Arbeiten gingen langsam voran, 1866 war das Budget erschöpft und die Arbeiten wurden eingestellt.
Nun bekam Bánya und Huta aus Kronstadt die Baugenehmigung für die Trasse und gründete die Erste Siebenbürgener Eisenbahn AG und bürgte für das zum Bau notwendige Geld. Der Bau ging langsamer als geplant voran. Die Strecke Arad–Karlsburg wurde am 22. Dezember 1868 dem Verkehr übergeben. Am 18. August 1870 wurde dann die Nebenstrecke Piski–Petroschen dem Verkehr übergeben.
Durch den Anschluss an die Theiss-Eisenbahn in Arad waren nun Radna, Diemrich, Unterwintz, Brosz und Karlsburg; dann Hatzeg und Petroschen an das Schienennetz angebunden.